# Samen al-Aeme Stadium
Das Samen al-Aeme Stadium ist ein Fußballstadion mit Leichtathletikanlage in der iranischen Maschhad, Hauptstadt der Provinz Razavi-Chorasan, im Nordosten des Landes. Es wird von den Fußballvereinen FC Aboumoslem und Shahr Khodro FC genutzt. Zudem dient es für Leichtathletikwettbewerbe, Konzerte und andere örtliche Vereine. Es bietet 35.000 Plätze.